# Asfodelina
Asfodelina es un antimicrobiano que se encuentra en la planta Asphodelus microcarpus.